# 哥斯達·巴巴路西斯
干斯丹天奴斯·"哥斯達"·巴巴路西斯(Konstantinos "Kosta" Barbarouses) (希臘語：Κωνσταντίνος "Κώστας" Μπαρμπαρούσης)，是一名紐西蘭職業足球員，司職翼鋒，現效力澳職球會威靈頓鳳凰。他亦是紐西蘭國家隊的代表，曾隨隊出戰2010年世界盃。
巴巴路西斯於2013年夏天加盟，在2013/14球季第二輪對阿德萊德聯的賽事中為球隊取得入球，助球隊追和2:2。這個入球是勝利亦終止勝利160分鐘的入球荒。

## 外部連結
- Soccerway資料庫：哥斯達·巴巴路西斯
- 哥斯達·巴巴路西斯 – FIFA國際賽競賽紀錄 (存檔)
- 哥斯達·巴巴路西斯－UEFA國際賽競賽紀錄